# Pinguicula kondoi
Pinguicula kondoi este o specie de plante carnivore din genul Pinguicula, familia Lentibulariaceae, ordinul Lamiales, descrisă de S. Jost Casper. Conform Catalogue of Life specia Pinguicula kondoi nu are subspecii cunoscute.